# Bodo Tümmler
Bodo Tümmler (* 8. prosince 1943, Toruň) je bývalý západoněmecký atlet, mistr Evropy ve běhu na 1500 metrů z roku 1966.

## Sportovní kariéra
Narodil se v Toruni, který v letech 1919–1939 patřil a od roku 1945 znovu patří Polsku. V šedesátých letech žil a trénoval v západní části Berlína a v době tzv. zvláštního statutu této části města reprezentoval Spolkovou republiku Německo.
Specializoval se na střední tratě. V mezinárovním měřítku se poprvé prosadil v roce 1965, kdy se v běhu na 1500 metrů poprvé dostal pod hranici 3:40,0 (časem 3:39,5 figuroval na 5. místě světových tabulek 1965). Jeho velkým úspěchem bylo vítězství ve finálové skupině premiérového ročníku evropského poháru - když 11.9.1965 ve Stuttgartu porazil Francouze Jeana Wadouxe, východního Němce Jürgena Maye či Brita Alana Simpsona a měl výrazný podíl, že tým SRN skončil v celkovém evropském bodování jen jeden bod za zdánlivě nedostižným týmem SSSR. V roce 1965 zvítězil na světové univerziádě (3:46,2) a své vítězství zopakoval i v roce 1967 (3:43,4).
Na mistrovství Evropy v Budapešti v roce 1966 zvítězil v běhu na 1500 metrů a získal bronzovou medaili ve finále na 800 metrů. Třetí místo rovněž obsadil na olympiádě v Mexiku v roce 1968 v závodě na 1500 metrů: v posledním kole setřásl svého zkušenějšího krajana, stříbrného medailistu z běhu na 5000 metrů na olympijských hrách v Tokiu Haralda Norpotha a teprve na konci poslední zatáčky podlehl v boji o stříbrnou medaili světovému rekordmanovi Jimu Ryunovi. Na této trati byl celkem sedmkrát mistrem Spolkové republiky Německo. Startoval ještě na olympijských hrách 1972 v Mnichově - to už byl ovšem za zenitem své výkonnosti (časem 3:41,5 na 88. místě světových tabulek 1972) a bronzovou medaili z Mexika neobhájil: postoupil jen do semifinále, ve kterém byl časem 3:50,0 vyřazen.
I když během své aktivní dráhy nepřekonal žádný individuální světový ani evropský rekord, patřil ve své době k nejrychlejším mílařům dosavadní historie a při svých osobních rekordech zůstával jen velmi těsně za tehdejšími rekordy: při osobním rekordu v běhu na 1000 metrů časem 2:16,5 jen 0,3 sekundy za tehdejším světovým rekordem východního Němce Jürgena Maye z roku 1965, v běhu na 1500 metrů časem 3:36,5 jen 0,2 sekundy za evropským rekordem, jehož držitelem byl Francouz Michel Jazy, a v běhu na 1 míli časem 3:53,8 jen 0,2 sekundy za evropským rekordem patřícím rovněž Michelu Jazymu.
Světovým rekordmanen se ovšem stal jako člen západoněmecké štafety na 4x880 yardů (Bodo Tümmler, Walter Adams, Harald Norpoth, Franz-Josef Kemper), která 13.6.1968 ve městě Fulda vytvořila světový rekord časem 7:14,6 – tento výkon byl ovšem podstatně horší nežli tehdy platný světový rekord na metrické trati (4 × 800 metrů), který v té době časem 7:08,6 držela od roku 1966 jiná (bez Tümmlera běžící) západoněmecká štafeta.

## Osobní rekordy
- 800 m – 1:46,3 Budapešť 4.9.1966
- 1000 m – 2:16,5 Hannover 21.9.1966
- 1500 m – 3:36,5 Kolín nad Rýnem 10.7.1968
- 1 míle – 3:53,8 Karlskrona 22.8.1968

## Bodo Tümmler v atletických tabulkách své doby

### světové tabulky v běhu na 1500 m mužů v roce 1968
- 3:34,9 KIpchoge Keino (Keňa), 1940, 1, Mexico City 20.10.1968
- 3:36,5 Bodo Tümmler (SRN/Západní Berlín), 1943, 1, Kolín nad Rýnem 10.7.1968
- 3:37,1 André De Hertoghe (Belgie), 1941, 2, Kolín nad Rýnem 10.7.1968
- 3:37,5 Walter Adams (SRN), 1945, 3, Kolín nad Rýnem 10.7.1968
- 3:37,8 James Ryun (USA), 1947, 2, Mexico City 20.10.1968
- 3:37,9 Jean Wadoux (Francie), 1942, 1, Paříž 4.7.1968
- 3:38,5 Arne Kvalheim (Norsko), 1945, 1, Oslo 28.8.1968
- 3:38,7 Anders Gärderud (Švédsko), 1946, 2, Göteborg 26.8.1968
- 3:38,8 Arnd Kruger (SRN), 1944, 4, Kolín nad Rýnem 10.7.1968
- 3:39,0 Francesco Arese (Itálie), 1944, 1, Schio 13.7.1968

### dlouhodobé světové tabulky v běhu na 1500 m mužů k 31.12.1968
- 3:33,1 James Ryun (USA), 1947, 1, Los Angeles 8.7.1967
- 3:34,9 Kipchoge Keino (Keňa), 1940, 1, Mexico City 20.10.1968
- 3:35,6 Herbert Elliott (Austrálie), 1938, 1, Řím 6.9.1960
- 3:36,3 Michel Jazy (Francie), 1936, 1, Rennes 15.6.1966
- 3:36,5 Bodo Tümmler (SRN/Západní Berlín), 1943, Kolín nad Rýnem 10.7.1968
- 3:37,1 André De Hertoghe (Belgie), 1941, 2, Kolín nad Rýnem 10.7.1968
- 3:37,5 Walter Adams (SRN), 1945, 3, Kolín nad Rýnem 10.7.1968
- 3:37,6+ Peter Snell (Nový Zéland), 1938, 1, Auckland 17.11.1964 (mezičas v běhu na 1 míli)
- 3:37,6 Josef Odložil (Československo), 1938, 1, Praha 13.8.1966
- 3:37,7 Jean Wadoux (Francie), 1942, 2, Praha 13.8.1966

### světové tabulky v běhu na 1 míli mužů v roce 1968
- 3:53,8 Bodo Tümmler (SRN/Západní Berlín), 1943, 1, Karlskrona 22.8.1968
- 3:55,5 Kipchoge Keino (Keňa), 1940, 1, Kisumu 31.8.1968
- 3:55,9 James Ryun (USA), 1947, 1, Walnut 10.8.1968
- 3:56,0 André De Hertoghe (Belgie), 1941, 2, Stockholm 2.7.1968
- 3:56,8 David Patrick (USA), 1946, 1, Philadelphia 1.6.1968
- 3:57,4 Brian Kivian (USA), 2, Philadelphia 1.6.1968
- 3:58,1 Rascoe Divine (USA), 1947, 2, Walnut 10.8.1968
- 3:58,4 David Wilborn (USA), 1945, 1, Eugene 13.4.1968
- 3:58,5 Arner Kvalheim (Norsko), 1945, 2, Eugene 13.4.1968
- 3:58,6 Lamprecht de Williers (JIžní Afrika), 1942, 1, Stellenbosch 22.3.1968
- 3:58,6 Jerome Richey (USA), 3, Philadelphia 1.6.1968

### dlouhodobé světové tabulky v běhu na 1 míli mužů k 31.12.1968
- 3:51,1 James Ryun (USDA), 1947, 1, Bakersfield 23.6.1967
- 3:53,1 Kipchoge Keino (Keňa), 1940, 1, Kisumu 10.9.1967
- 3:53,6 Michel Jazy (Francie), 1936, 1, Rennes 9.6.1965
- 3:53,8 Bodo Tümmler (SRN/Západní Berlín), 1943, 1, Karlskrona 22.8.1968
- 3:54,1 Peter Snell (Nový Zéland), 1938, 1, Auckland 17.11.1964
- 3:54,5 Herber Elliott (Austrálie), 1938, 1, Dublin 6.8.1958
- 3:55,4 James Grelle (USA), 1936, 1, Vancouver 15.6.1965
- 3:55,5 James Beatty (USA), 1934, 2, Compton 7.6.1963
- 3:55,6 Dyrol Burleson (USA), 1940, Compton 7.6.1963
- 3:55,6 Josef Odložil (Československo), 1938, 2, Londýn 30.8.1965

## Bodo Tümmler v ročních žebříčcích (world rankings) časopisu Track & Field News

### 800 m
- 1966 --- 5. místo

### 1500 m / 1 míle
- 1965 --- 10. místo
- 1966 --- 3. místo
- 1967 --- 6. místo
- 1968 --- 3. místo
- 1969 --- 5. místo